# Dodecadenia
Dodecadenia es un género con dos especies de plantas con flores perteneciente a la familia Lauraceae. Es originario de Asia, en la cuenca Amazónica. El género fue descrito por Christian Gottfried Daniel Nees von Esenbeck y publicado en Plantae Asiaticae Rariores  2: 63, en el año 1831. La especie tipo es Dodecadenia grandiflora Nees.

## Descripción
Son árboles perennifolios, dioicos. Las hojas se disponen alternas. Las inflorescencias se producen en forma de umbelas solitarias o agrupadas en las axilas de las hojas. Las flores son unisexuales.

## Especies
- Dodecadenia grandiflora Nees
- Dodecadenia griffithii Hook.f.
- Dodecadenia paniculata 	Hook. f.